# Federatie van Rhodesië en Nyasaland
De Federatie van Rhodesië en Nyasaland was een federatie bestaande uit de Britse kolonie Zuid-Rhodesië (het huidige Zimbabwe) en de Britse protectoraten Noord-Rhodesië (het huidige Zambia) en Nyasaland (het huidige Malawi). Een andere benaming voor de federatie was Centraal-Afrikaanse Federatie (CAF).

## Geschiedenis
De Federatie van Rhodesië en Nyasaland kwam op 1 augustus 1953 tot stand. Brein achter de federatie was de Britse minister van koloniën Andrew Cohen. De Britse regering wilde twee dingen voorkomen: dat de nationalistische bewegingen in Noord- en Zuid-Rhodesië en Nyasaland verder zouden groeien en dat de blanken, voornamelijk in Zuid-Rhodesië, te veel macht zouden krijgen. Dit deed men door gematigde zwarte nationalisten op te nemen in het bestuur.
De eerste premier van de federatie werd Godfrey Martin Huggins, die voorheen premier van Zuid-Rhodesië was geweest. Huggins was geen echte voorstander van de federatie omdat hij vond dat de macht van de blanke boeren in Zuid-Rhodesië zou verkleinen. Hij probeerde daarom het bestuur te centraliseren en de macht van de blanken in het bestuur zo groot mogelijk te houden. Godfrey Huggins werd in 1956 vervangen door Roy Welensky. Welensky bleef premier tot het einde van de federatie in 1963.
Eind jaren vijftig bleek dat de federatie geen succes was. Een van haar hoofddoelen, het breken van het nationalisme, bleek niet te lukken. De nationalistische beweging groeide juist, omdat veel autochtone bewoners van de federatie zich steeds meer begonnen te keren tegen de blanke suprematie. In 1958 werd de staat van beleg in de federatie afgekondigd. Premier Welensky vond dat de Britse regering onder Harold Macmillan te weinig deed om de blanke boeren te beschermen. Welensky dreigde met een eenzijdige onafhankelijkheidsverklaring. Later trok Welensky zijn dreigementen echter in, uit vrees voor een boycot.
Roy Welensky werd almaar minder geliefd onder de Afrikanen die hem als een reactionair zagen die de status quo van de blanken probeerde te bewaren en verder met niets anders bezig was. Blanke boeren vonden Welensky ook al niets: zij vonden dat hij te veel toegaf aan de Afrikanen en de Britse regering. In Zuid-Rhodesië rees de ster van de blanke boer Ian Smith, een verklaard tegenstander van de zwarte nationalisten en voorstander van een blanke minderheidsregering in Zuid-Rhodesië. Smith hoopte dat de federatie uit elkaar zou vallen en dat de macht in Zuid-Rhodesië hem ten deel zou vallen.
Eind 1962 bleek dat niemand meer in de federatie geloofde, noch de blanke boeren noch de Afrikaanse bevolking. Op 5 juli 1963 vond de Conferentie bij de Victoria Watervallen plaats, waar de (blanke) gouverneurs en regeringsleiders van Zuid- en Noord-Rhodesië en Nyasaland tot de conclusie kwamen dat de federatie moest worden opgeheven.
Op 31 december 1963 werd de Federatie van Rhodesië en Nyasaland formeel ontbonden. Na deze ontbinding werden Nyasaland (Malawi) en Noord-Rhodesië (Zambia) spoedig onafhankelijk, maar in (Zuid-)Rhodesië grepen de blanke boeren onder leiding van Ian Smith de macht. Pas in 1980 werd Zuid-Rhodesië onder de naam Zimbabwe een onafhankelijke staat onder een zwarte meerderheidsregering.